# Christo Trajkow
Christo Popow Trajkow (bg. Христо Попов Трайков; ur. 24 września 1947 w Elin Pelin, zm. 24 czerwca 2014 tamże) – bułgarski zapaśnik walczący w stylu klasycznym. Dwukrotny olimpijczyk. Piąty w Monachium 1972 i odpadł w eliminacjach turnieju w Meksyku 1968. Startował w kategorii 57 kg.
Wicemistrz świata w 1971; trzeci w 1973; czwarty w 1970; piąty w 1967. Mistrz Europy w 1968, 1972 i 1973. Wicemistrz świata juniorów w 1973 roku.